# Ha-Šomer

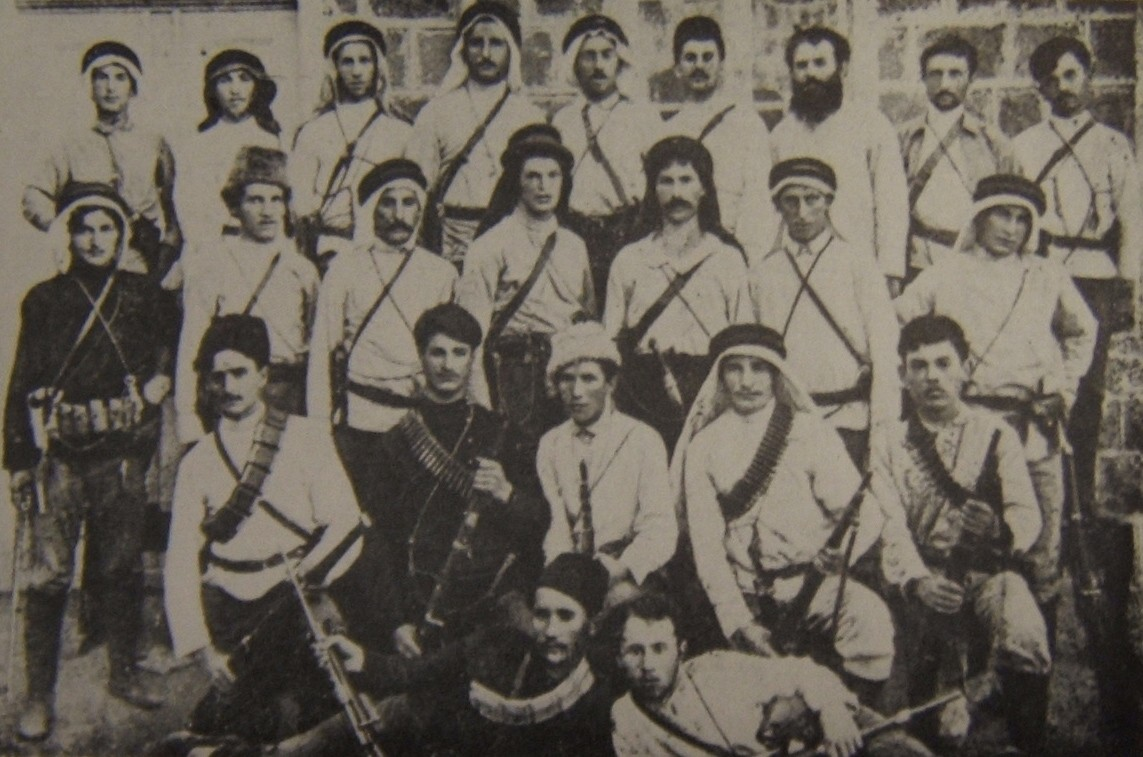
Členové ha-Šomeru na fotografii z roku 1909

Ha-Šomer (hebrejsky: השומר, doslova "Strážce", anglicky: HaShomer) byla židovská sionistická obranná organizace založená roku 1909 v tehdejší turecké Palestině.

## Založení ha-Šomeru 1909
Předchůdcem ha-Šomeru byla organizace Bar Giora založená v Jaffě 29. září 1907. Její členové se usadili v osadě Sedžera (dnes Ilanija) v Dolní Galileji, kde získávali výcvik a postupně zahrnovali pod svou ochranu i okolní židovské vesnice.
Na jaře 1909 se předák Bar Giory, Israel Šochat, rozhodl zřídit polovojenskou organizaci, která by měla daleko širší záběr a která by fungovala se souhlasem tureckých úřadů. K založení nové organizace ha-Šomer došlo 12. dubna 1909 v židovské osadě Kfar Tavor. Cílem ha-Šomeru bylo poskytovat ochranu židovským vesnicím, zejména proti útokům Arabů (tehdy spíše loupežně než politicky motivovaným). Shodou okolností v den založení ha-Šomeru zaútočili arabští Beduíni na nedalekou vesnici Sedžera. Ochrannou roli plnili členové ha-Šomeru za pravidelný poplatek vybíraný od osadníků.

## Šíření vlivu ha-Šomeru
Roku 1910 organizace poprvé překročila hranice regionu Dolní Galileji a začala poskytovat ochranu zemědělské kolonii Chadera. O rok později se aktivity tohoto sdružení rozšířily i do okolí dnešního Tel Avivu, kde chrání osady Rechovot a Kfar Saba. Poskytují také ochranu nově zakládaným vesnicím v Jizre'elském údolí.
Ha-Šomeru velel Israel Šochat. Ten roku 1912 zasílá sionistickému vedení první komplexní plán obrany jišuvu. Šlo o reakci na vlnu arabských útoků na četné židovské vesnice. Členové ha-Šomeru se inspirovali arabským oděvem. Byli vyzbrojeni puškami. Dalšími výraznými předáky ha-Šomeru byl Alexander Zaid nebo Mendel Portugali. Na založení organizace se podílel také Jicchak Ben Cvi - pozdější izraelský prezident. Mezi řadovými členy vynikali Židé původem z Dagestánu, kteří byli již ze svých původních domovů zvyklí na nutnost bránit své zemědělské usedlosti. V ha-Šomer od počátku existovala rovnoprávnost mezi muži a ženami.
V roce 1913 ha-Šomer zahájil kromě paramilitárních i osidlovací aktivity a jeho členové založili osadu Tel Adaš (nyní Tel Adašim) nedaleko dnešní Afuly v Jizre'elském údolí. Toho roku ale organizace utrpěla ideologickými spory. Byla vnímána jako sdružení napojené na levicové a socialistické proudy v jišuvu (Poalej Cijon). To nevyhovovalo židovským farmářům ze soukromě hospodařících vesnic. Ha-Šomer tak byl vypuzen z Chadery a v říjnu 1913 založila mládež židovských farmářů ze Zichron Ja'akov konkurenční obrannou organizaci - Gid'onim.

## ha-Šomer za války
Po propuknutí první světové války se vedení ha-Šomeru snaží kvůli obavám z tureckých represí demonstrovat svou loajalitu a Israel Šochat spolu s aktivisty Poalej Cijon včetně Davida ben Guriona prosazují vznik židovské jednotky, která by bojovala ve válce na turecké straně. Israel Šochat spolu s manželkou byli přesto během války vykázáni do exilu v Turecku.
V říjnu 1916 zakládají členové ha-Šomeru okolo Israele Gil'adiho osadu Kfar Bar Giora (později Kfar Gil'adi) v Horní Galileji, poblíž dnešních libanonských hranic. V letech 1919-1920 zde pak probíhají těžké boje mezi židovskými osadníky a Araby (zejména okolo další osady založené zde ha-Šomerem - Tel Chaj). Ha-Šomeru v tomto regionu tehdy velel Josef Trumpeldor, který tu také padl.

## Zánik ha-Šomeru a založení Hagany
Po válce v souvislosti se vznikem britského mandátu v Palestině, který oficiálně vyhlásil vznik židovského národního domova v Palestině, bylo nutné prohloubit vojenské a obranné struktury zdejšího židovského obyvatelstva. Tuto roli ha-Šomer plnit nemohl, protože jeho členstvo nikdy nepřesáhlo 100 lidí. V důsledku toho bylo rozhodnuto nahradit dobrovolnický ha-Šomer celostátní vojenskou organizací Hagana. 18. května 1920 se proto vedení ha-Šomeru rozhodlo rozpustit svůj spolek a vplynout do nově zřizované Hagany.